# William Allen Rogers
William Allen Rogers (Springfield, 1854 — Washington, D.C.,1931) foi um cartunista político americano nascido em Springfield, Ohio.

## Biografia
Rogers estudou no Worcester Polytechnic Institute e no Wittenberg College, mas nunca se formou. Ele aprendeu sozinho a desenhar e começou a enviar cartuns políticos para jornais do Centro-Oeste dos Estados Unidos na adolescência. Aos quatorze anos, seus primeiros desenhos foram publicados em um jornal de Dayton, Ohio, ao qual a mãe de Rogers já havia enviado uma seleção de seus esboços.
O início da carreira de Rogers como ilustrador veio em 1873, quando foi contratado pelo The Daily Graphic de Nova Iorque. Ele tinha dezenove anos na época. O trabalho de Rogers no Daily Graphic era ajudar com os esboços de notícias e, às vezes, desenhar caricaturas.
Em 1877, ele foi contratado pela Harper's Weekly para desenhar os cartuns políticos da revista após a saída de Thomas Nast. Os cartuns eram complementos dramáticos que ilustravam os editoriais da revista. Walt Reed, autor de The Illustrator in America: 1860-2000, escreve que, embora os cartuns de Rogers "nunca tenham se aproximado do poder de Nast, suas ideias foram fortemente apresentadas e seus desenhos um pouco mais habilidosos". Rogers permaneceu na Harper's Weekly por 25 anos, e viveu em St. George, Staten Island.
Depois de deixar a Harper's Weekly, Rogers foi contratado pelo New York Herald, onde desenhou caricaturas diariamente por um total de vinte anos. Ele também trabalhou ocasionalmente para a Life e enviou desenhos e ilustrações para Puck, The Century Magazine e St. Nicholas Magazine.
Rogers aposentou-se como cartunista em 1926 enquanto trabalhava para o The Washington Post. Ele morreu em Washington, D.C. em 1931.

## Obras selecionadas

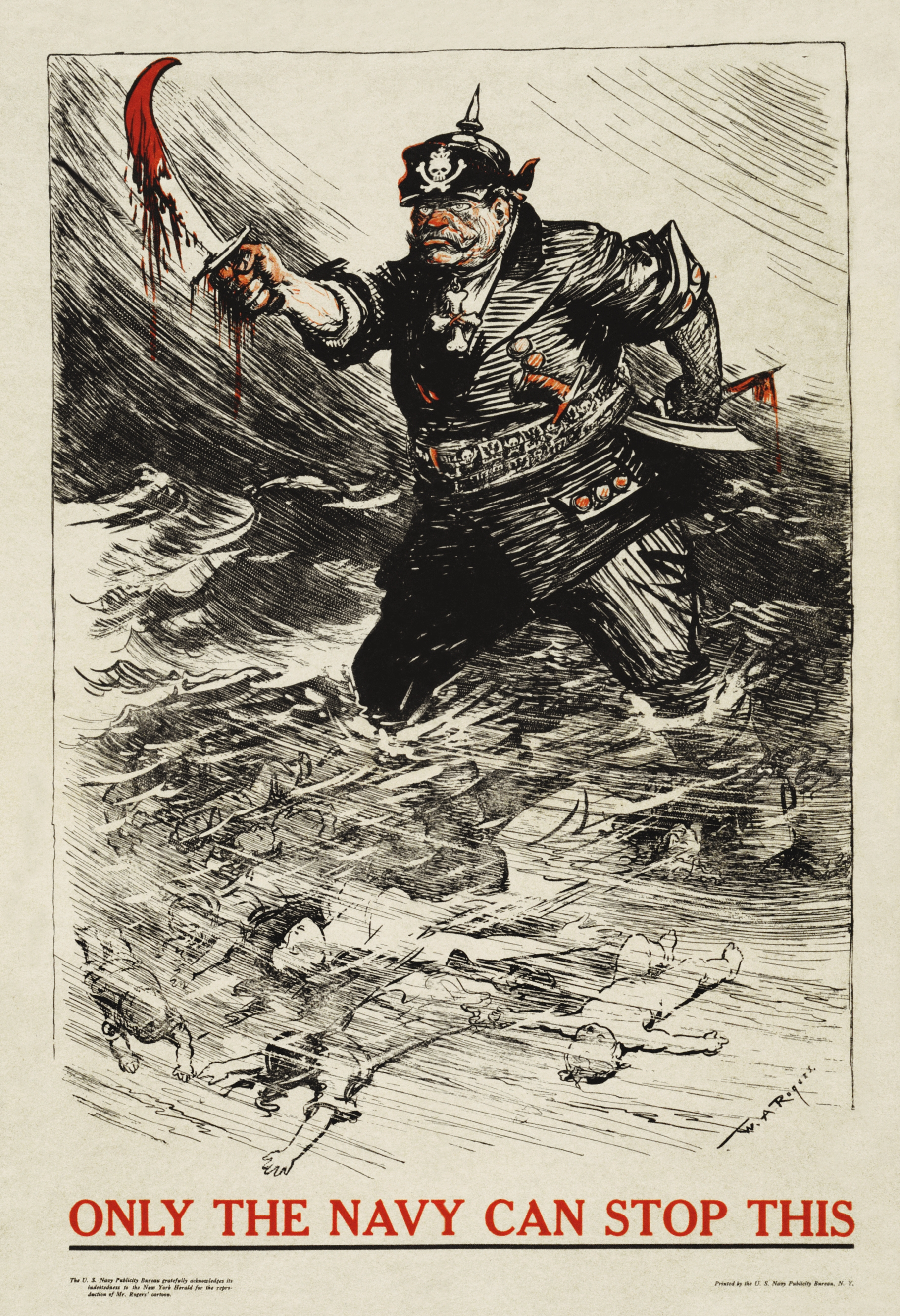
Cartaz de recrutamento da Primeira Guerra Mundial da Marinha dos Estados Unidos usando um dos cartuns de Rogers para o New York Herald
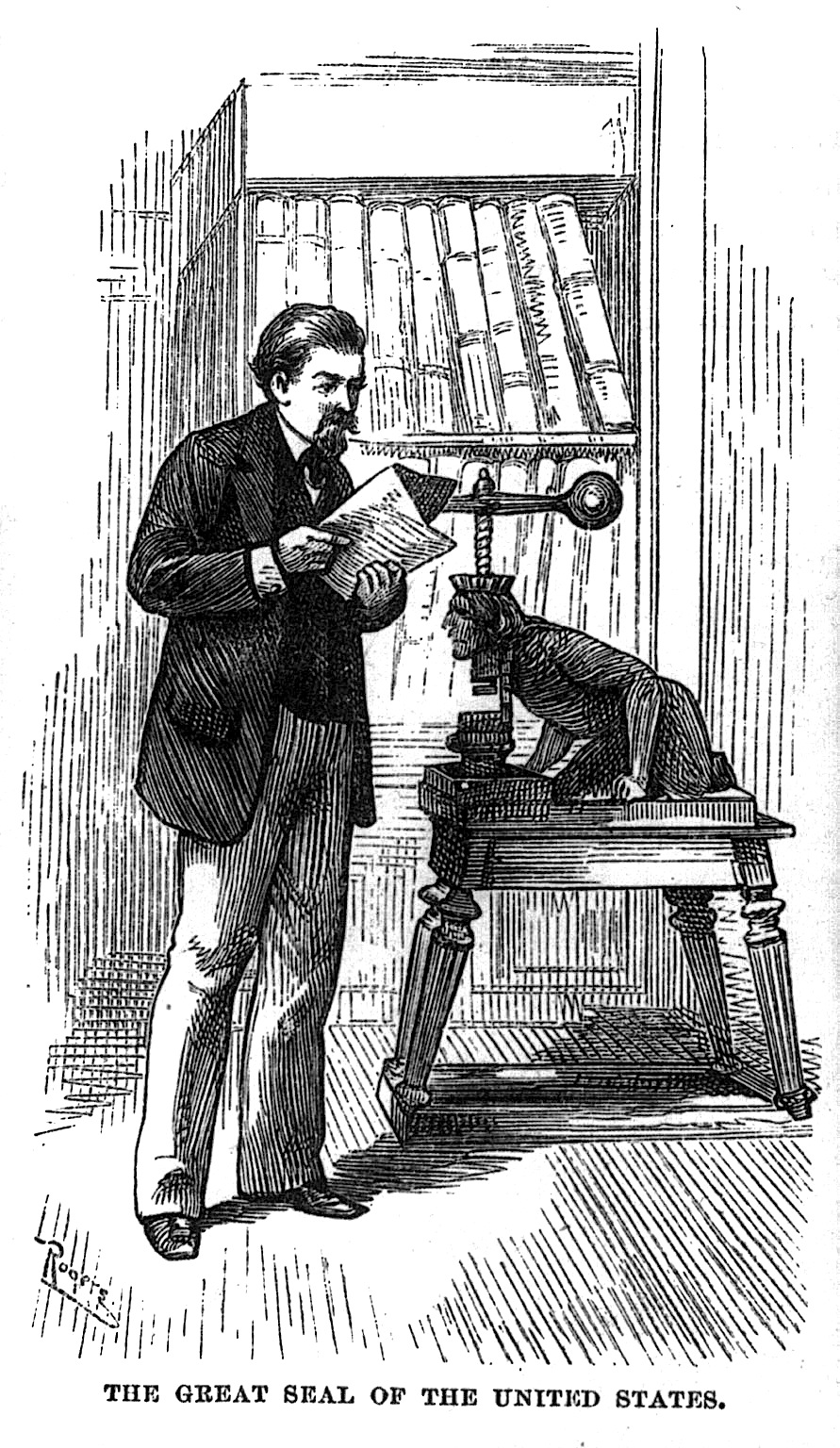
George Bartle, que foi o guardião do selo de 1852–99, para a revista Harper's Magazine de março de 1878
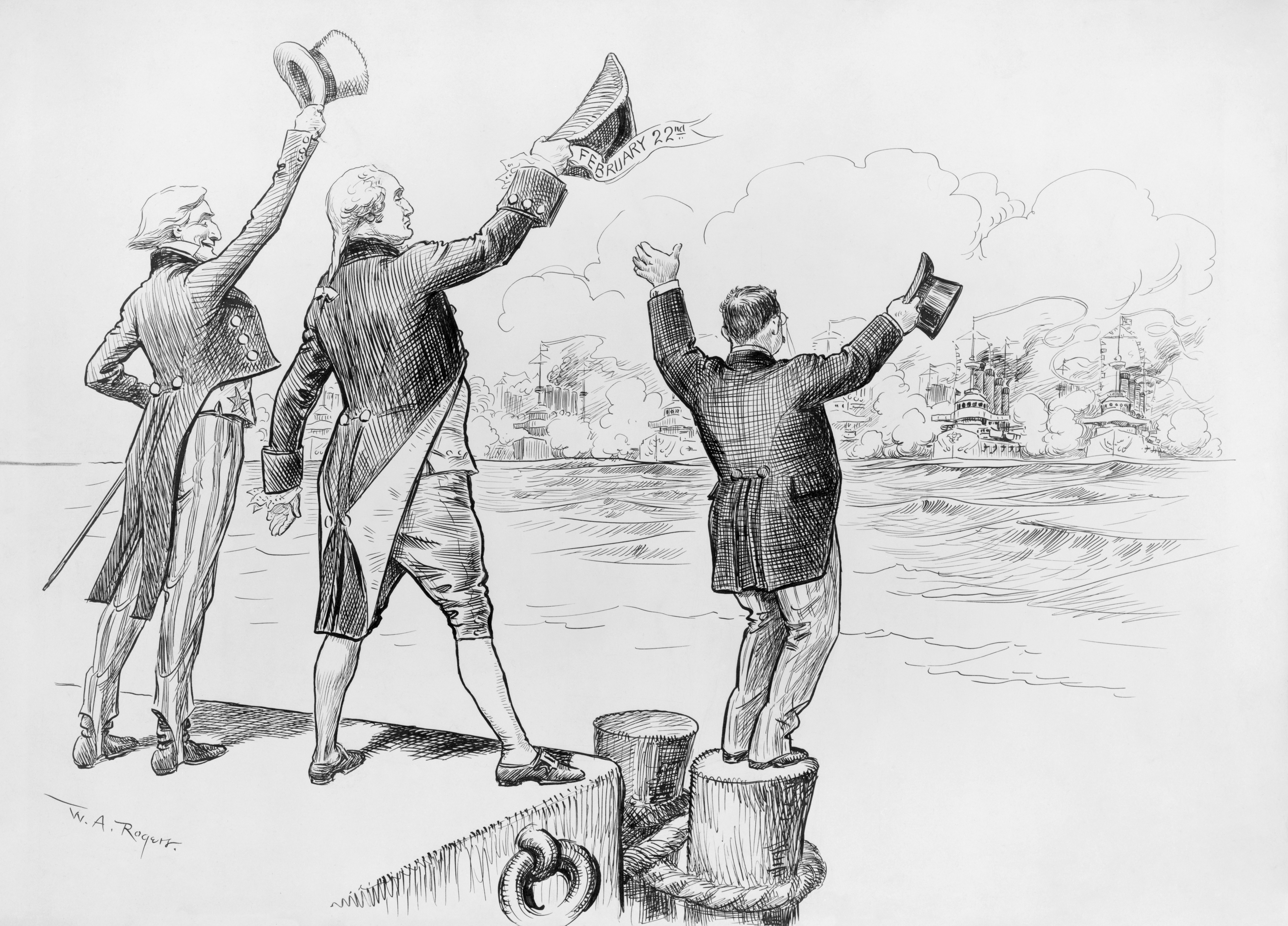
"Retorno da Grande Frota Branca". O cartum apareceu no New York Herald em 22 de fevereiro de 1909.
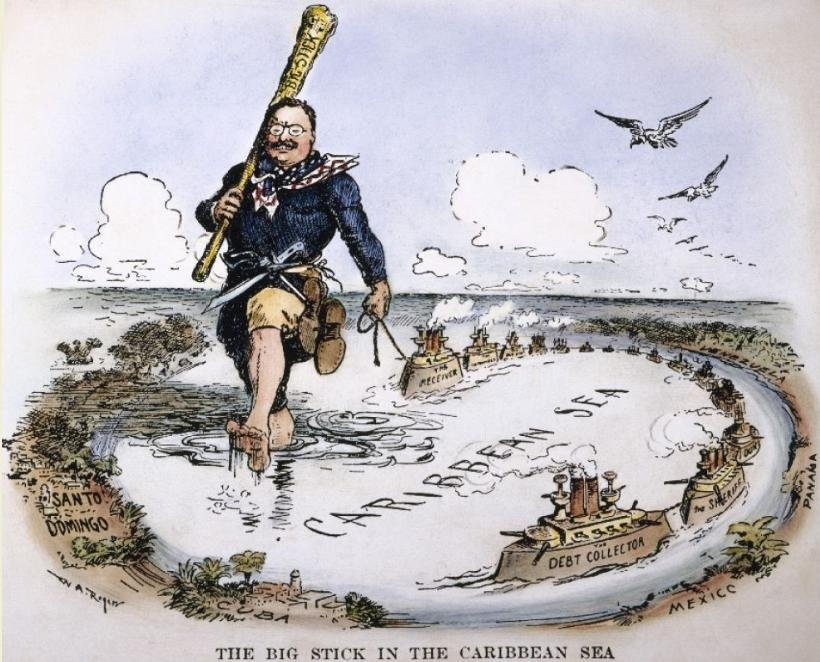
Cartum de 1904 recria a diplomacia Big Stick de Theodore Roosevelt como um episódio em As Viagens de Gulliver